# Брдо (Нова Горица)
Брдо (словен. Brdo, итал. Berdo) је насељено место у општини Нова Горица, Горишка регија, Словенија.

## Историја
До територијалне реорганизације у Словенији било је у саставу старе општине Нова Горица.

## Становништво
У попису становништва из 2011. године, Брдо је имало 66 становника.
| Број становника према пописима | Број становника према пописима | Број становника према пописима |
| ------------------------------ | ------------------------------ | ------------------------------ |
| 1991                           | 2002                           | 2011                           |
| 65                             | 67                             | 66                             |

Напомена: Године 2007. извршена је мања размена територија између насеља Брдо и Драга.